# Nou Partit Patriòtic de Ghana

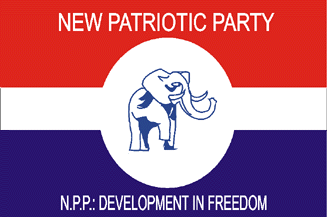
bandera electoral del NPP

El Nou Partit Patriòtic (New Patriotic Party) és un partit polític de Ghana, de tendència liberal i considerat a la dreta del Congrés Nacional Democràtic de Ghana. Va ser fundat per competir a les eleccions del 1996 i el seu candidat John Kufuor fou derrotat, però va guanyar després, el 2000, exercint la presidencia en el període 2001-2005, i essent reelegit el 2004 pel període 2005-2009. A les darreres eleccions del desembre de 2004 el partit va obtenir la majoria al Parlament amb 129 escons (de 230).